# S15 (Berlijn)
De S15 is een toekomstige lijn van de S-Bahn van Berlijn. De lijn gaat vanaf het eerste kwartaal van 2025 het Station Berlin Gesundbrunnen met Berlin Hauptbahnhof verbinden via station Wedding en het nieuwe station Perlenberger Brücke. Het is het eerste traject van de onder werktitel S21 in aanbouw zijnde tweede noord-zuid verbinding dat in gebruik zal worden genomen. 